# Městský dům čp. 79 (Vidnava)
Městský dům č. p. 79 se nachází na Mírovém náměstí mezi domy č. p. 80 (radnice) a č. p. 78 ve Vidnavě v okrese Jeseník. Byl zapsán do seznamu kulturních památek ČR před rokem 1988 a je součástí městské památkové zóny Vidnava.

## Historie
Významný urbanistický rozvoj města Vidnava probíhal na přelomu 15. a 16. století; vyvrcholil v roce 1551 výstavbou renesanční radnice. Další vliv na renesanční přestavbu města měl požár v roce 1574. V období třicetileté války město v roce 1632 vyhořelo a znovu se obnovovalo. Další přestavby v podobě dolnoslezského baroka přišly po požáru části města v roce 1713. Rozvoj plátenictví znamenal rozvoj výstavby po skončení sedmileté války. V třicátých letech 19.  století byla zbourána převážná část hradeb i obě městské brány. Podle mapy stabilního katastru lze zaznamenat růst města, jehož vrcholem je rok 1850, kdy se soudním okresem stal Jeseník. Ve Vidnavě pak byly nejvýznamnějšími stavbami nová radnice (1867), gymnázium (1871), škola (1887) s kaplí (1898) a filiálním domem boromejek (1914), kostel svatého Františka z Assisi (1897) nebo stavba železnice (1897). V období první republiky začala Vidnava upadat. V druhé polovině 20. století byla řada cenných měšťanských domů zbořena nebo zcela přestavěna. Namísto nich byly postaveny panelové domy. V roce 1992 bylo po vyhlášení památkové zóny městské historické jádro konsolidováno.
Mezi domy památkové zóny patří dům s pozdně barokním štítem na náměstí Míru čp. 79 z doby po roce 1797, postavený na středověkém jádře a mnohokrát přestavovaný.

## Popis
Měšťanský dům je řadová jednopatrová zděná stavba krytá sedlovou střechou. Průčelí je tříosé omítnuté hladkou omítkou a zdobené nárožními dvojicemi lizén. Vchod umístěný v ose je ukončen půlkulatým obloukem. Okna v přízemí a v patře jsou rámované šambránami. Patro je ukončeno korunní římsou. Nad římsou vyrůstá plná atika se sdruženými kanelovanými pilastry spojené římsou mezi jejich hlavicemi. Mezi pilastry je plocha barokního štítu konkávně prohnutá se dvěma pravoúhlými okny v šambránách. Křídla nad atikou jsou volutová, boky atiky zdobí malé nárožní pilastry. Na římse mezi pilastry je posazen tympanon lemovaný volutovou římsou, která je v horní části svinutá do voluty a ukončená vázou. V tympanonu je jedno okno opět v šambráně. Chodby a stropy místností jsou ploché.